# Regering-Di Rupo III (Waalse Gewest)
De regering-Di Rupo III (13 september 2019 - 15 juli 2024) was een paarsgroene Waalse Regering onder leiding van Elio Di Rupo. De regering staat uit de drie partijen: PS (23 zetels), MR (20 zetels) en Ecolo (12 zetels). Deze regering is de opvolger van de regering-Borsus, die sinds 2017 aan de macht was.
De regering werd gevormd na de Waalse verkiezingen van 2019. Op 9 september 2019 maakten Elio Di Rupo, Jean-Marc Nollet en Willy Borsus op een persconferentie in Namen bekend dat er tussen hun partijen een regeerakkoord werd afgesloten. Op donderdag 12 september 2019 raakte bekend dat deze regering zou worden geleid door Elio Di Rupo, die reeds een eerste maal tussen 1999 en 2000 en een tweede maal tussen 2005 en 2007 minister-president van Wallonië is geweest. De regering legde op 13 september 2019 de eed af.

## Samenstelling
De regering-Di Rupo III telde acht ministers: elk drie voor de PS en de MR en twee voor Ecolo.
| Naam | Naam                        | Partij                         | Partij | Functie en bevoegdheden                                                                                           | Termijn                            |
| ---- | --------------------------- | ------------------------------ | ------ | --- | ---------------------------------- |
|      | Elio Di Rupo (1951)         |                                | PS     | Minister-president                                                                                                | 13 september 2019 - 15 juli 2024   |
|      | Willy Borsus (1962)         |                                | MR     | Viceminister-president en Minister Economie, Buitenlandse Handel, Ruimtelijke Ordening, Landbouw                  | 13 september 2019 - 15 juli 2024   |
|      | Philippe Henry (1971)       |                                | Ecolo  | Viceminister-president en Minister Klimaat, Mobiliteit, Infrastructuur en Energie                                 | 13 september 2019 - 15 juli 2024   |
|      | Christie Morreale (1977)    |                                | PS     | Viceminister-president en Minister Werk, Gezondheid, Sociale Zaken en Gelijke Kansen                              | 13 september 2019 - 15 juli 2024   |
|      | Jean-Luc Crucke (1962)      |                                | MR     | Minister Financiën, Begroting, Regionale luchthavens en Sportinfrastructuur                                       | 13 september 2019 - 15 juli 2024   |
|      | Adrien Dolimont (1988)      | 13 januari 2022 - 15 juli 2024 | MR     | Minister Financiën, Begroting, Regionale luchthavens en Sportinfrastructuur                                       |                                    |
|      | Pierre-Yves Dermagne (1980) |                                | PS     | Minister Lokale Besturen en Wonen                                                                                 | 13 september 2019 - 1 oktober 2020 |
|      | Christophe Collignon (1969) | 2 oktober 2020 - 15 juli 2024  | PS     | Minister Lokale Besturen en Wonen                                                                                 |                                    |
|      | Valérie De Bue (1968)       |                                | MR     | Minister Ambtenarenzaken, Administratieve Vereenvoudiging, Kinderbijslag, Toerisme, Erfgoed en Verkeersveiligheid | 13 september 2019 - 15 juli 2024   |
|      | Céline Tellier (1984)       |                                | Ecolo  | Minister Leefmilieu, Natuur, Rurale Renovatie en Dierenwelzijn                                                    | 13 september 2019 - 15 juli 2024   |

## Herschikkingen
- Op 1 oktober 2020 verliet Pierre-Yves Dermagne (PS) de Waalse regering om minister te worden in de federale regering. Op 2 oktober 2020 volgde Christophe Collignon (PS) hem op.[4]
- Op 10 januari 2022 kondigde Jean-Luc Crucke (MR) zijn ontslag aan als minister van Financiën, Begroting, Regionale Luchthavens en Sportinfrastructuur omdat hij zich niet meer voldoende gesteund voelde door zijn partij.[5] Op 13 januari werd zijn ontslag officieel en werd Adrien Dolimont (MR) beëdigd als zijn opvolger.[6]

Dehousse I · 
Damseaux · 
Dehousse II · 
Wathelet · 
Coëme · 
Anselme · 
Spitaels · 
Collignon I · 
Collignon II · 
Di Rupo I · 
Van Cauwenberghe I · 
Van Cauwenberghe II · 
Di Rupo II ·
Demotte I ·
Demotte II ·
Magnette ·
Borsus ·
Di Rupo III ·
Dolimont ·